# Kirkton Chapel

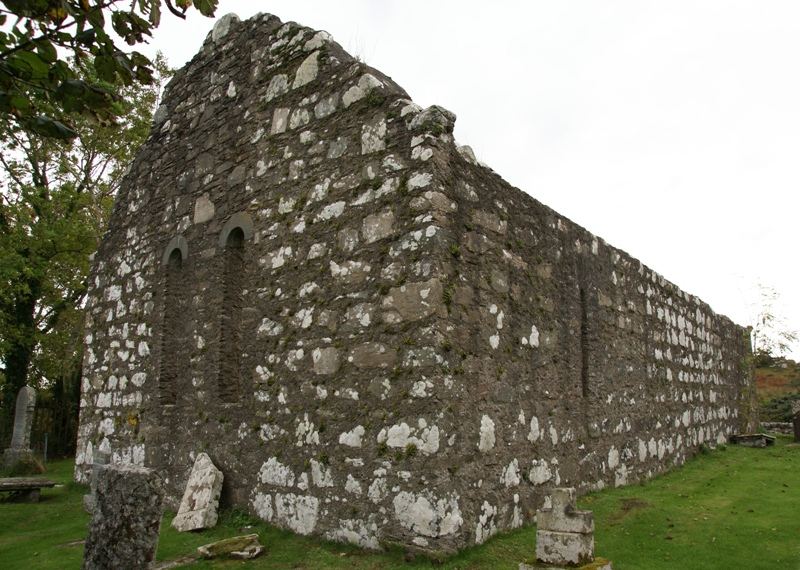
Kirkton Chapel.

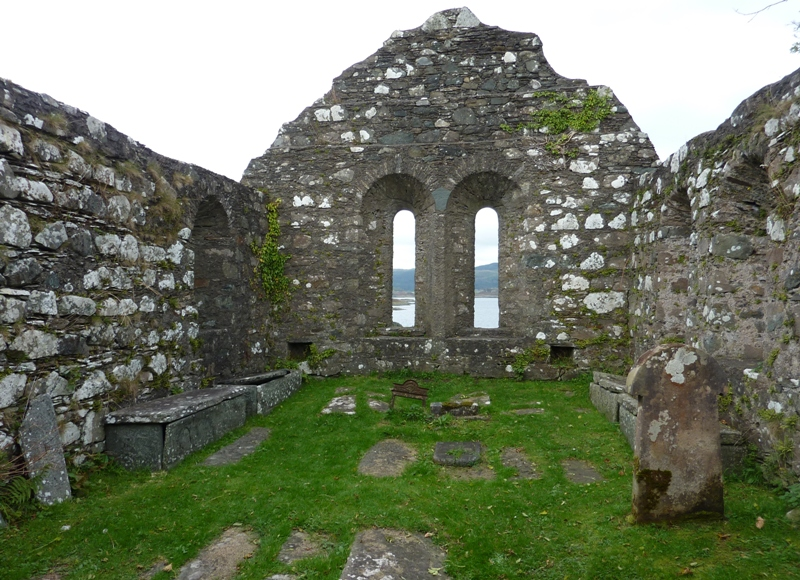
Het koor van Kirkton Chapel met aan weerszijden de vier sarcofagen uit de zestiende eeuw.

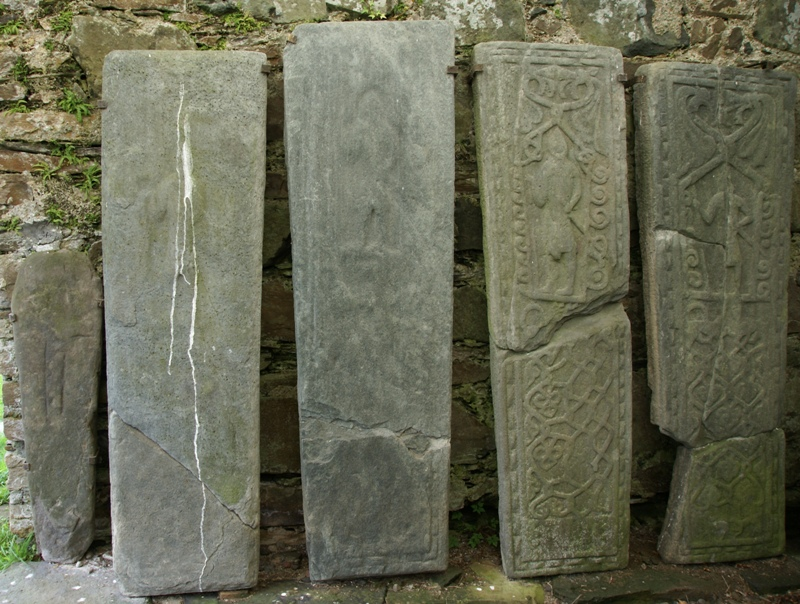
Een aantal grafstenen van de Craignish Sculptured Stones-collectie. De meest linker grafsteen stamt van vóór de 15e eeuw en heeft een inkerving van een Latijns kruis.

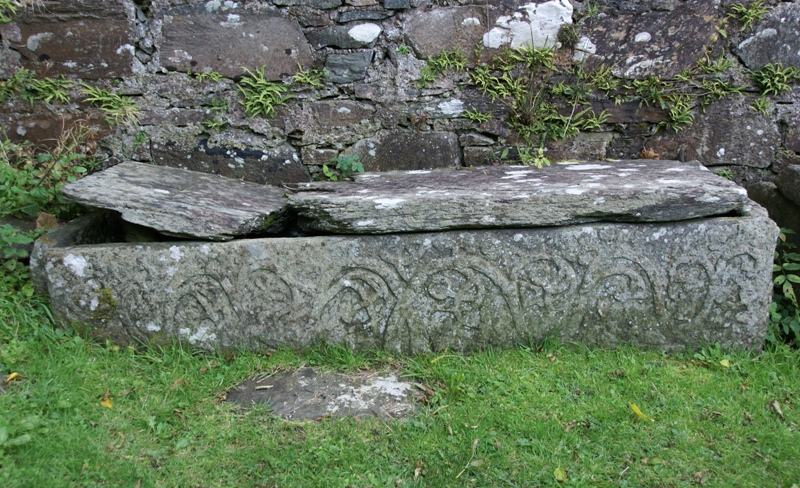
Een van de vier sarcofagen uit de zestiende eeuw.

Kirkton Chapel, ook Kilmarie Old Parish Church en St Maelrubha's Chapel genoemd, is (de ruïne van) een twaalfde-eeuwse kapel, gelegen in het voormalige dorp Kirkton, in Kilmarie op het schiereiland Craignish in de Schotse regio Argyll and Bute. In de ruïne zijn de Craignish Sculptured Stones tentoongesteld.

## Geschiedenis
Het is niet bekend wanneer de Kirkton Chapel werd gebouwd, vermoedelijk dateert het gebouw uit de twaalfde eeuw of dertiende eeuw.
In 1692 werd de kerk verlaten. De begraafplaats om de kerk bleef wel in gebruik.
In de negentiende eeuw werd het gebouw gerestaureerd, waarbij de ramen zijn hersteld. Kirkton Chapel werd geconsolideerd in 1926.
In 1974 werd aan de westzijde een dakconstructie aangebracht waaronder een collectie van grafstenen is tentoongesteld.

## Bouw

### Kerk
Kirkton Chapel is een rechthoekig gebouw van 16,5 meter bij 7,5 meter groot, dat wordt omgeven door een rechthoekige begraafplaats. Kirkton Chapel is gelegen op de westkust van Loch Craignish. De muren zijn bijna 1 meter dik. De kerk is oost-westelijk georiënteerd. De ingang bevindt zich aan de zuidelijke zijde en bestaat uit een toegangsboog, gehakt uit een enkel stuk steen. De kerk heeft vijf spitsboogvensters, te weten twee aan de oostzijde, twee aan de zuidzijde en een aan de noordzijde.

### Craignish Sculptured Stones
In Kirkton Chapel bevindt zich een collectie van zo'n dertig grafstenen.
Er zijn twee fragmenten waarop Latijnse kruisen te zien zijn; deze dateren van vóór de vijftiende eeuw. Er zijn een groot aantal grafstenen uit de vijftiende en zestiende eeuw met zwaarden en bloemmotieven, gemaakt in de stijl van de Loch Awe-school.
In het oostelijk deel van de kerk bevinden zich vier steenkisten of sarcofagen, daterende uit de periode 1500-1560. In Schotland zijn er slechts dertien bekend, alle in de regio's Mid Argyll en Lorn.
De steenkisten in de Craignish-collectie zijn vermoedelijk gemaakt in de stijl van de Loch Sween-school of in de stijl van de Loch Awe-school. Herkenbaar zijn de kruisigingsscène en enige jachtscènes op de panelen aan de uiteinden van de steenkisten. De kisten zijn 2,13 meter lang.

## Beheer
Kirkton Chapel en de Craignish Sculptured Stones worden beheerd door de Natural History and Antiquarian Society of Mid Argyll.